# Schneckenklee
Schneckenklee (Medicago) ist eine Pflanzengattung in der Unterfamilie der Schmetterlingsblütler (Faboideae) innerhalb der Familie der Hülsenfrüchtler (Fabaceae). Diese Gattung umfasst etwa 87 Arten und ihr Mannigfaltigkeitszentrum liegt im Mittelmeerraum.

## Beschreibung

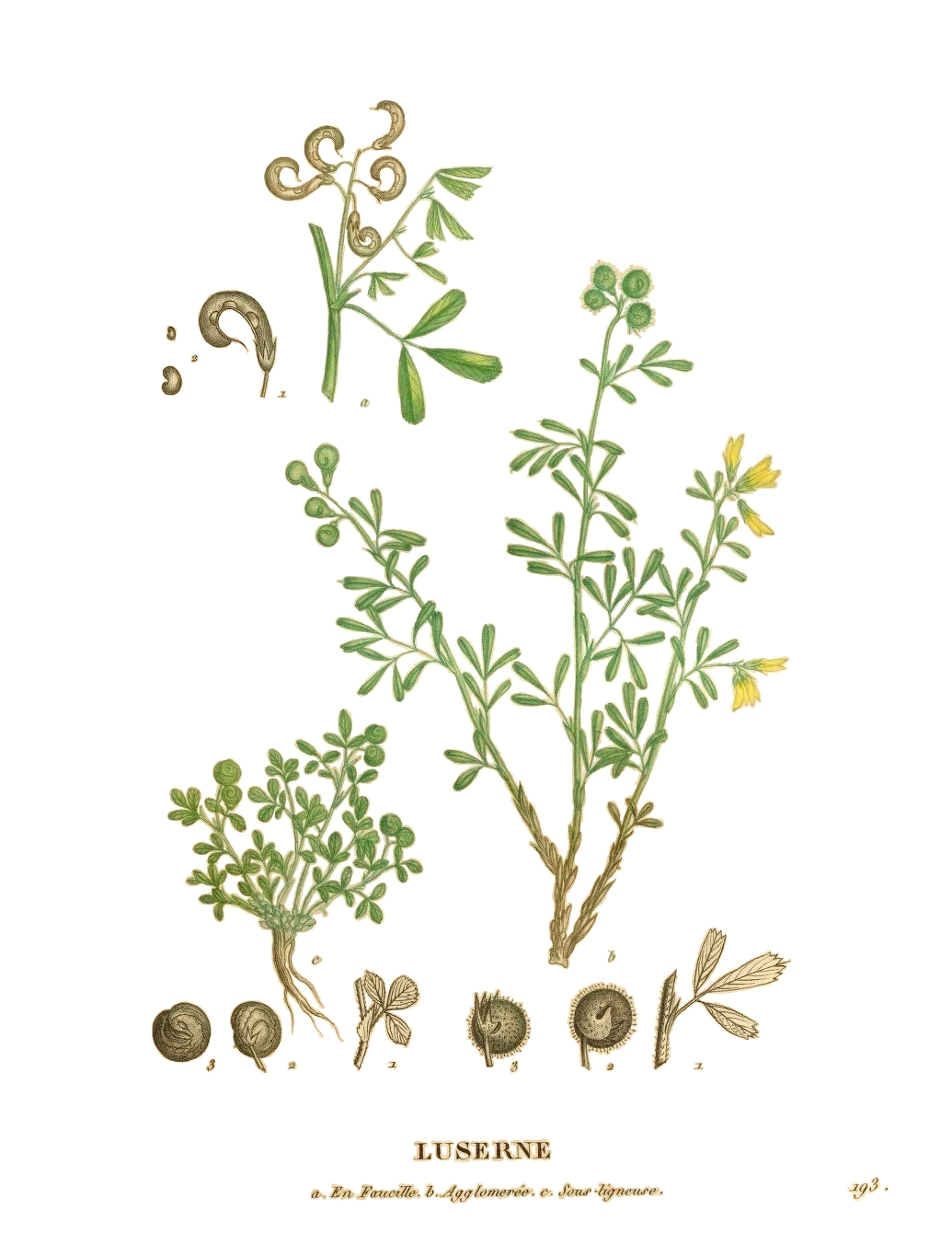
Illustration von Gelbe Luzerne (Medicago sativa subsp. falcata) (oben links), Medicago sativa subsp. glomerata (rechts), Medicago suffruticosa (unten links)

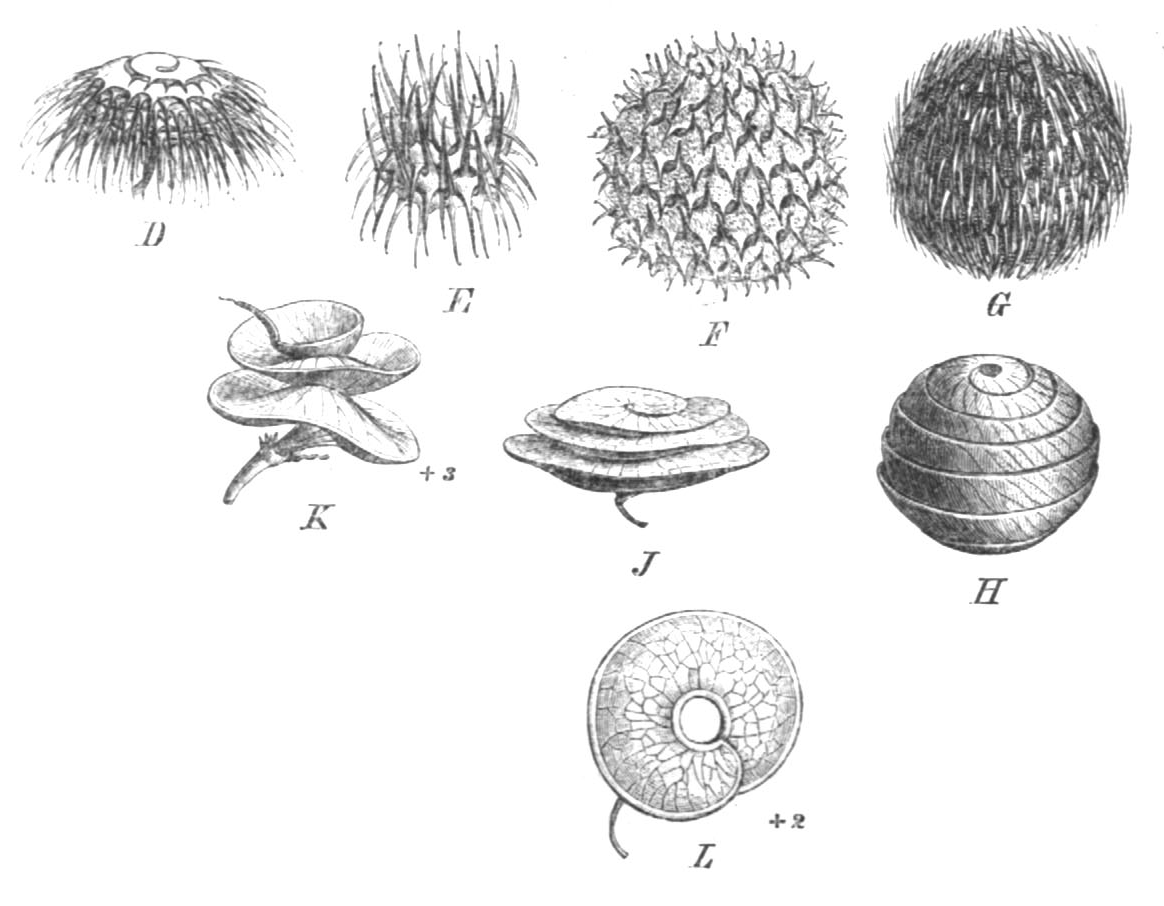
Hülsenfrüchte verschiedener Medicago-Arten

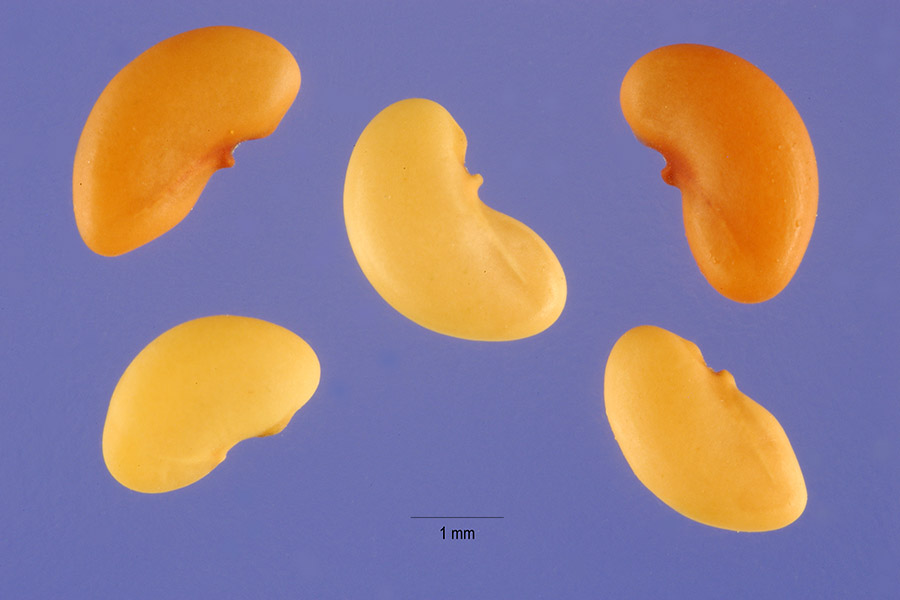
Samen des Arabischen Schneckenklee (Medicago arabica)

### Vegetative Merkmale
Die meisten Medicago-Arten sind ein- bis zweijährige oder ausdauernde krautige Pflanzen, nur wenige sind Sträucher wie der Strauch-Schneckenklee (Medicago arborea). Sie erreichen selten Wuchshöhen über 100 Zentimetern.
Die wechselständig und spiralig angeordneten Laubblätter sind in Blattstiel und Blattspreite gegliedert. Die Blattspreiten sind dreizählig gefiedert mit länger gestielter Endfieder und kürzer gestielten Seitenfiedern. Die Ränder der Fiederblättchen sind fein gezähnt. Die zwei Nebenblätter sind mit dem Blattstiel verwachsen, aber untereinander frei.

### Blütenstände und Blüten
Die Blüten stehen selten einzeln, meist zu vielen in seitenständigen traubigen Blütenständen mit oder ohne Tragblättern auf langen Blütenstandsschäften. Die Blütenstiele sind relativ kurz.
Die relativ kleinen, zwittrigen Blüten sind zygomorph und fünfzählig mit doppelter Blütenhülle. Die fünf Kelchblätter sind glockig verwachsen; wobei die Kelchzähne deutlich kürzer sind als die Kelchröhre. Von den fünf gelben oder purpurfarbenen bis blauen, genagelten Kronblättern sind zwei zum Schiffchen verwachsen. Das Schiffchen ist kürzer als die Flügel. Die Flügel sind nicht mit dem Schiffchen verwachsen. Von den zehn Staubblättern sind neun verwachsen. Es ist nur ein oberständiges Fruchtblatt mit 4 bis 25 Samenanlagen vorhanden.

### Früchte und Samen
Die Hülsenfrüchte sind gerade bis gebogen oder schneckenartig eingerollt (daher der deutsche Trivialname Schneckenklee) und können, je nach Art in unterschiedlichem Ausmaß, in verschiedener Weise bedornt sein. Einige Arten haben aber auch nur sichelförmig gebogene Hülsenfrüchte. Weniger als die Hälfte der Arten besitzen schneckenartig eingerollte Früchte. Je nach Art öffnen sich die Früchte oder bleiben geschlossen. Die Früchte enthalten 3 bis 15 Samen. Die relativ kleinen Samen sind nierenförmig und glatt oder rau.

### Chromosomensätze
Die Chromosomengrundzahl beträgt x = 8. Bei mindestens der Hälfte der Arten liegt nur Diploidie vor. Bei einigen Arten kommen unterschiedliche Ploidiegrade bis zu Hexaploidie vor. Wenige Arten sind nur polyploid.

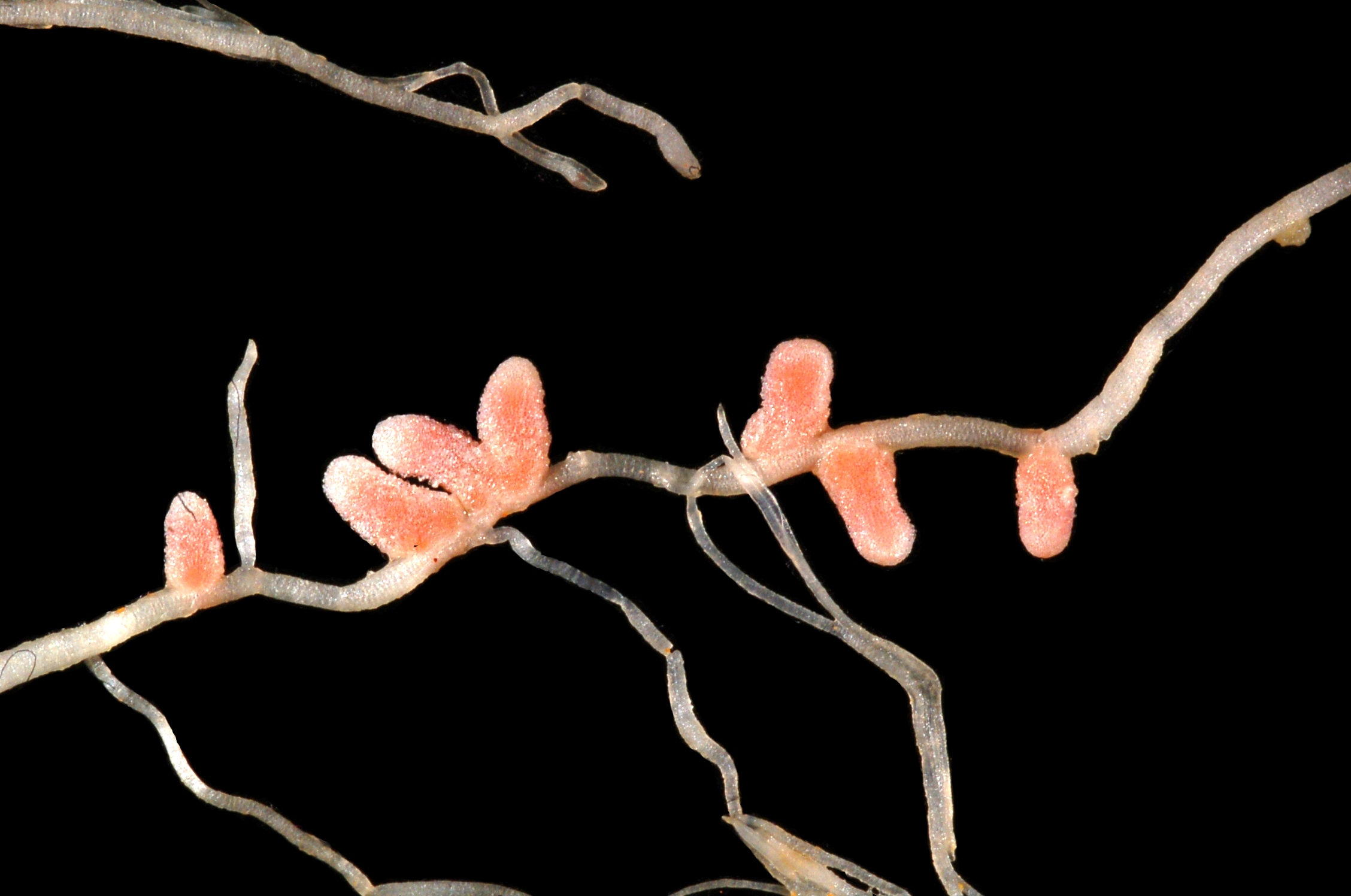
Wurzelknöllchen bei Medicago italica mit Sinorhizobium meliloti

## Ökologie
Wie andere Hülsenfrüchtler (Leguminosen) besitzen die Medicago-Arten die Fähigkeit, mit Hilfe von symbiotischen Knöllchenbakterien (bei vielen Arten der Tribus Trifolieae ist das die Art Sinorhizobium meliloti (Dangeard 1926) De Lajudie et al.) Stickstoff aus der Luft aufzunehmen und zu fixieren.
Es ist Bestäubung durch Insekten (Entomophilie) erforderlich oder bei einigen Arten kommt es zu Selbstbestäubung. Als Diaspore fungiert je nach Art die Frucht oder der Same. Weil sich die Früchte mancher Arten am Fell von Tieren anheften, nennt man sie „Kletthülsen“.

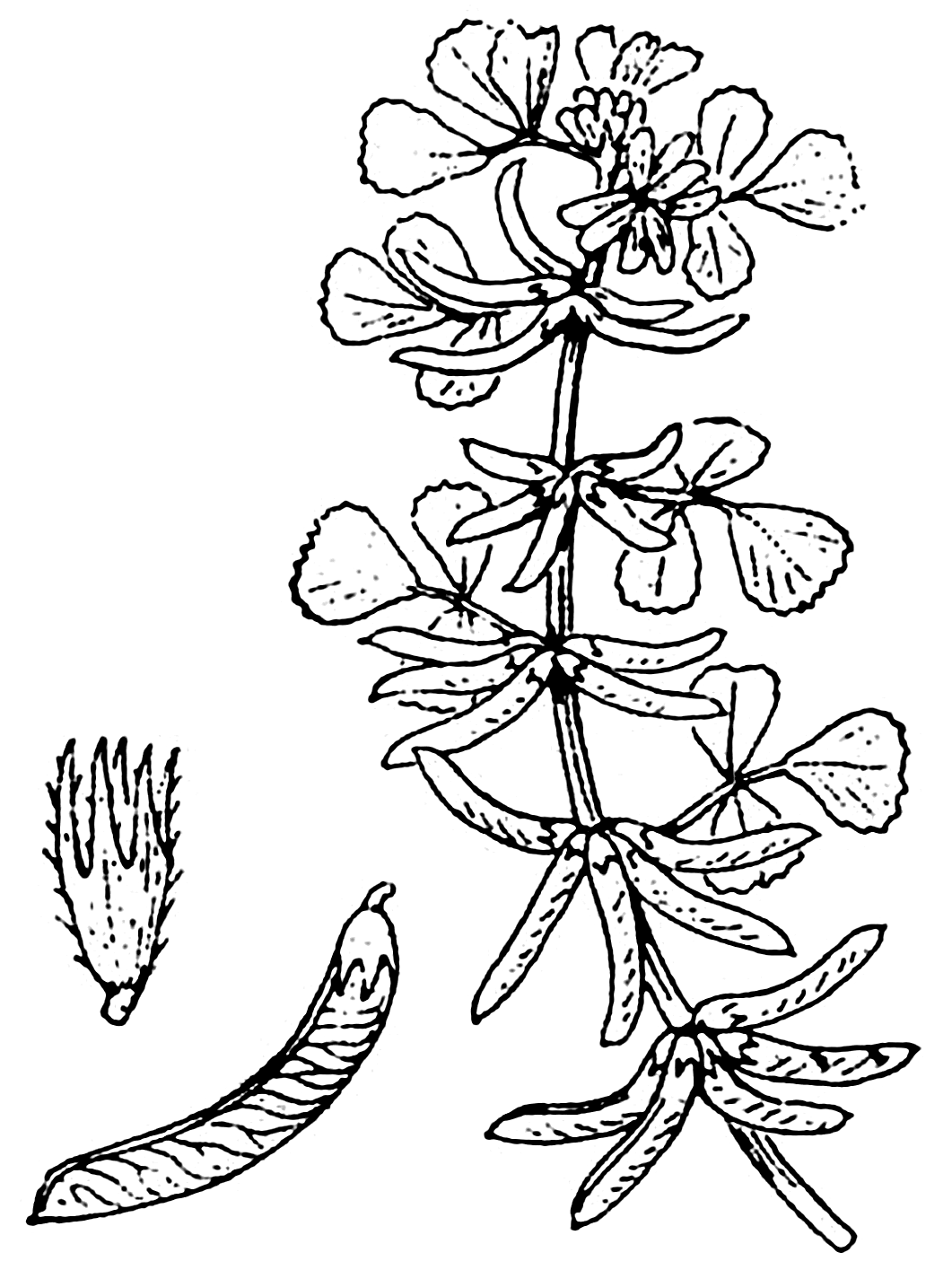
Sektion Buceras Untersektion Buceras: Illustration von Medicago monspeliaca

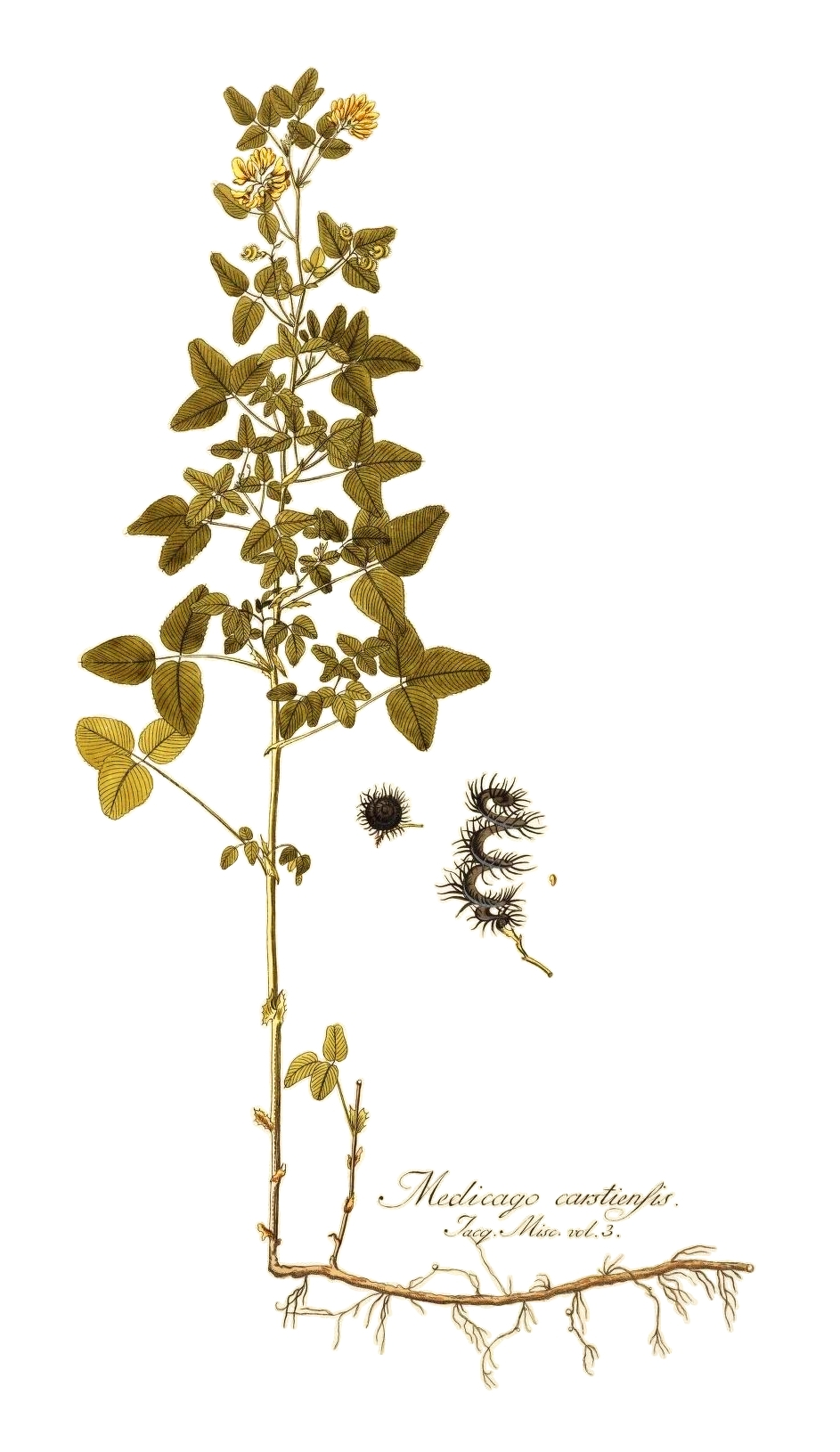
Sektion Carstienses: Illustration vom Karst-Schneckenklee (Medicago carstiensis)

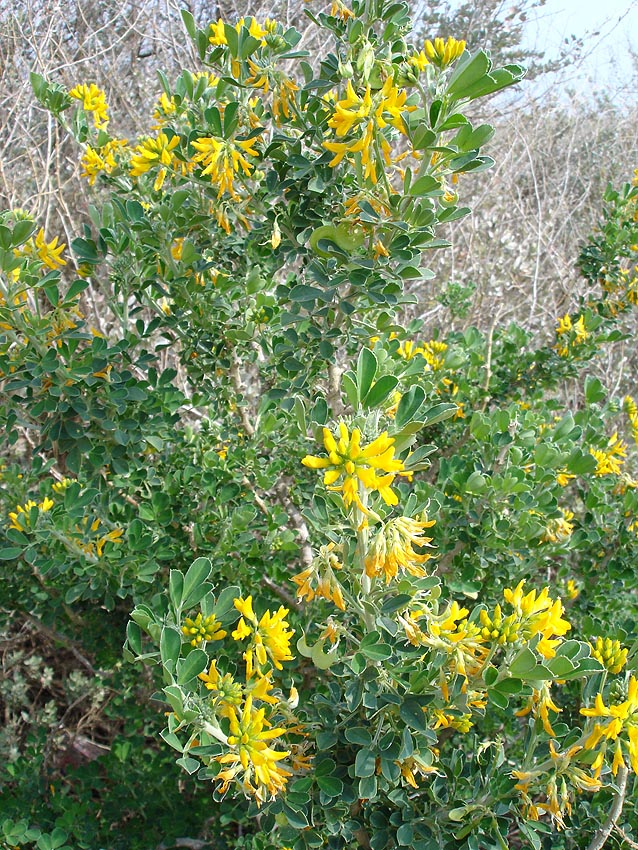
Sektion Dendrotelis: Strauch-Schneckenklee (Medicago arborea)

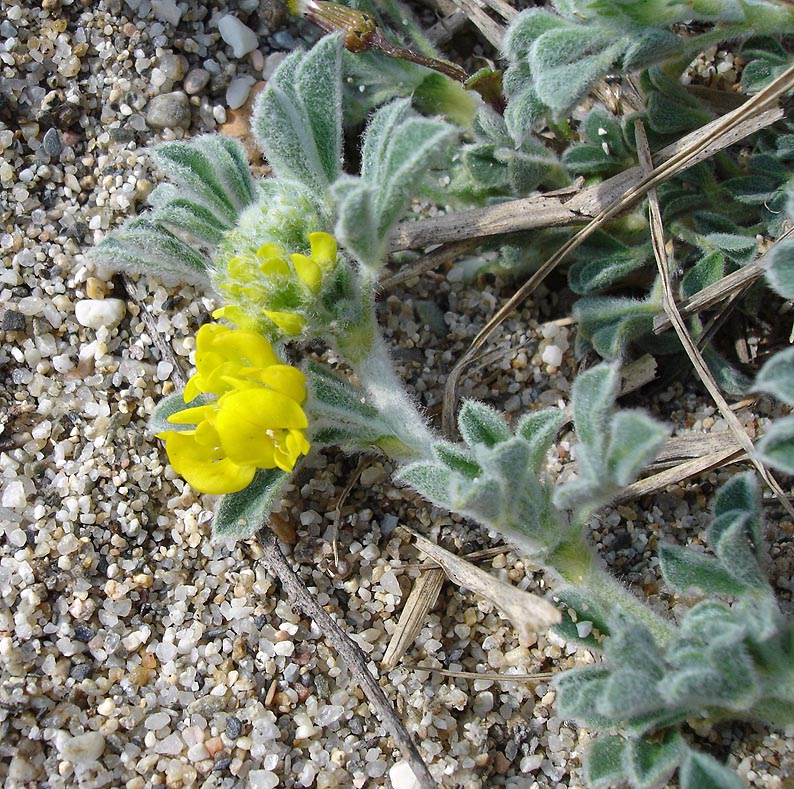
Sektion Medicago Untersektion Medicago: Strand-Schneckenklee (Medicago marina)

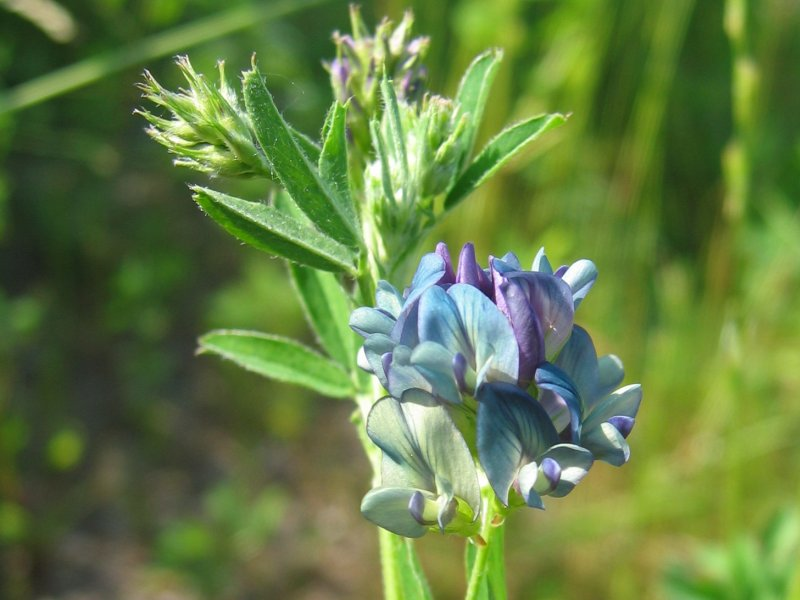
Sektion Medicago Untersektion Medicago: Bastard-Schneckenklee (Medicago sativa nothosubsp. varia)

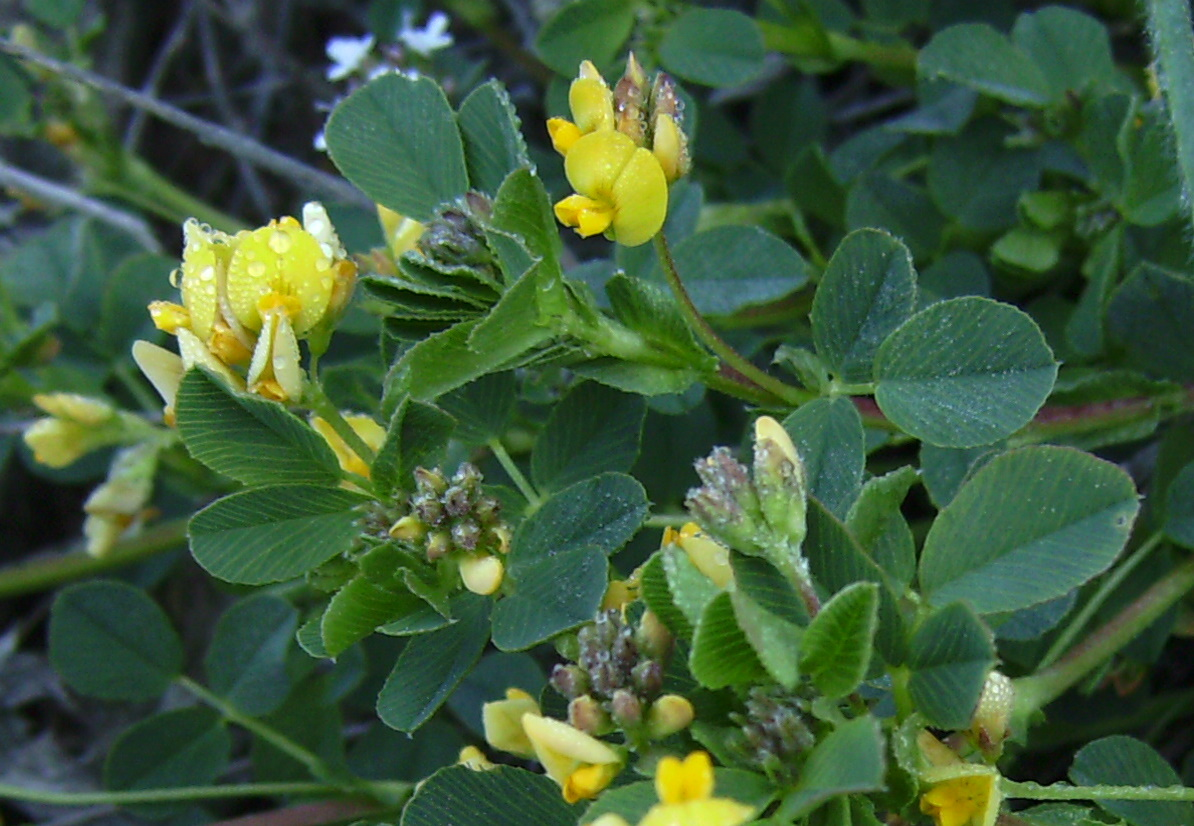
Sektion Medicago Untersektion Suffruticosae: Medicago suffruticosa

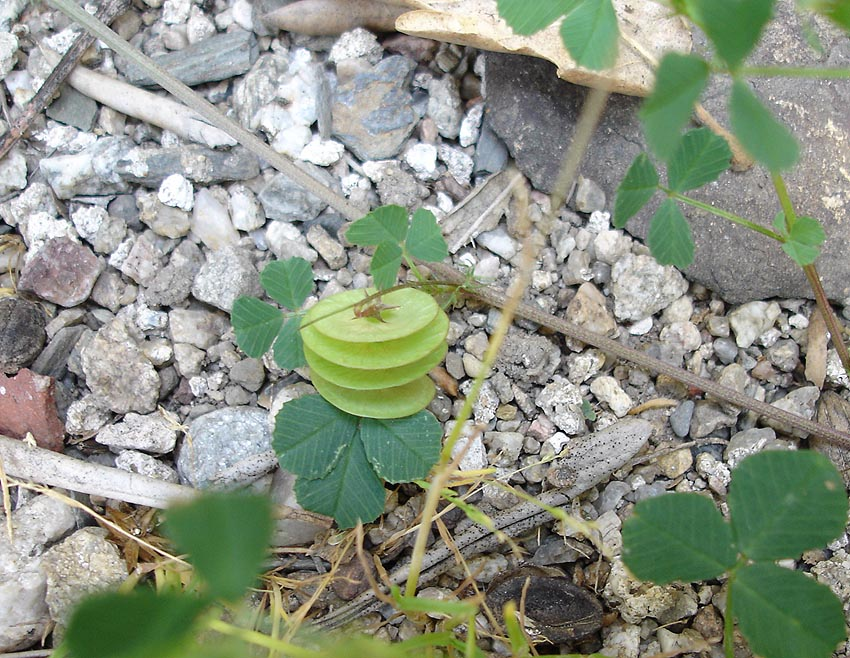
Sektion Orbiculares: Hülsenfrucht vom Scheiben-Schneckenklee oder Tellerförmigen Schneckenklee (Medicago orbicularis)

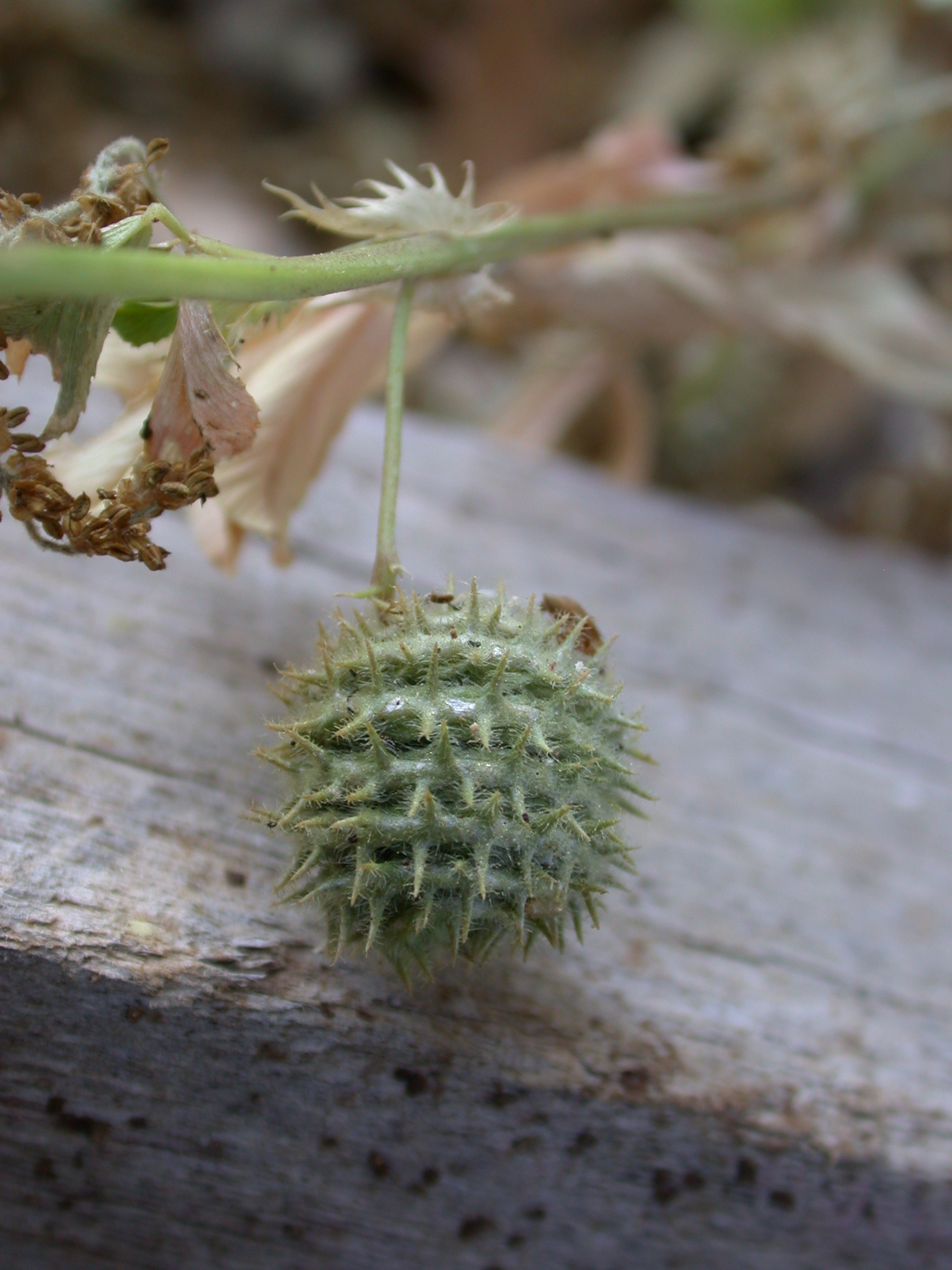
Sektion Spirocarpos Untersektion Intertextae: Frucht von Medicago ciliaris

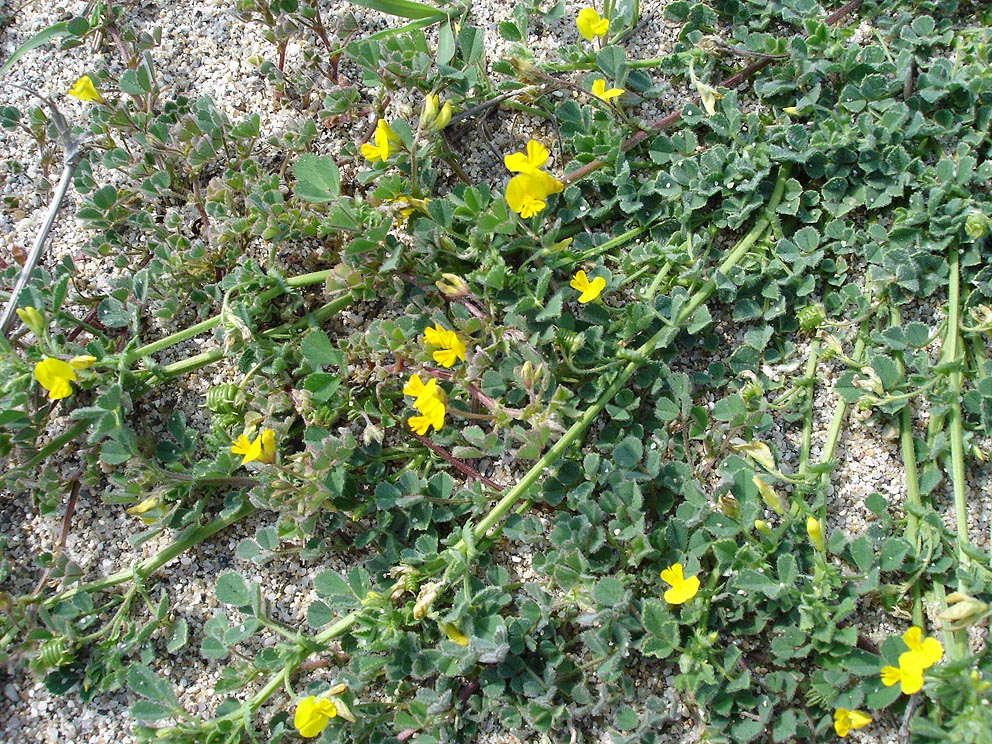
Sektion Spirocarpos Untersektion Pachyspireae: Medicago littoralis,
blühende Pflanze mit unreifen Früchten

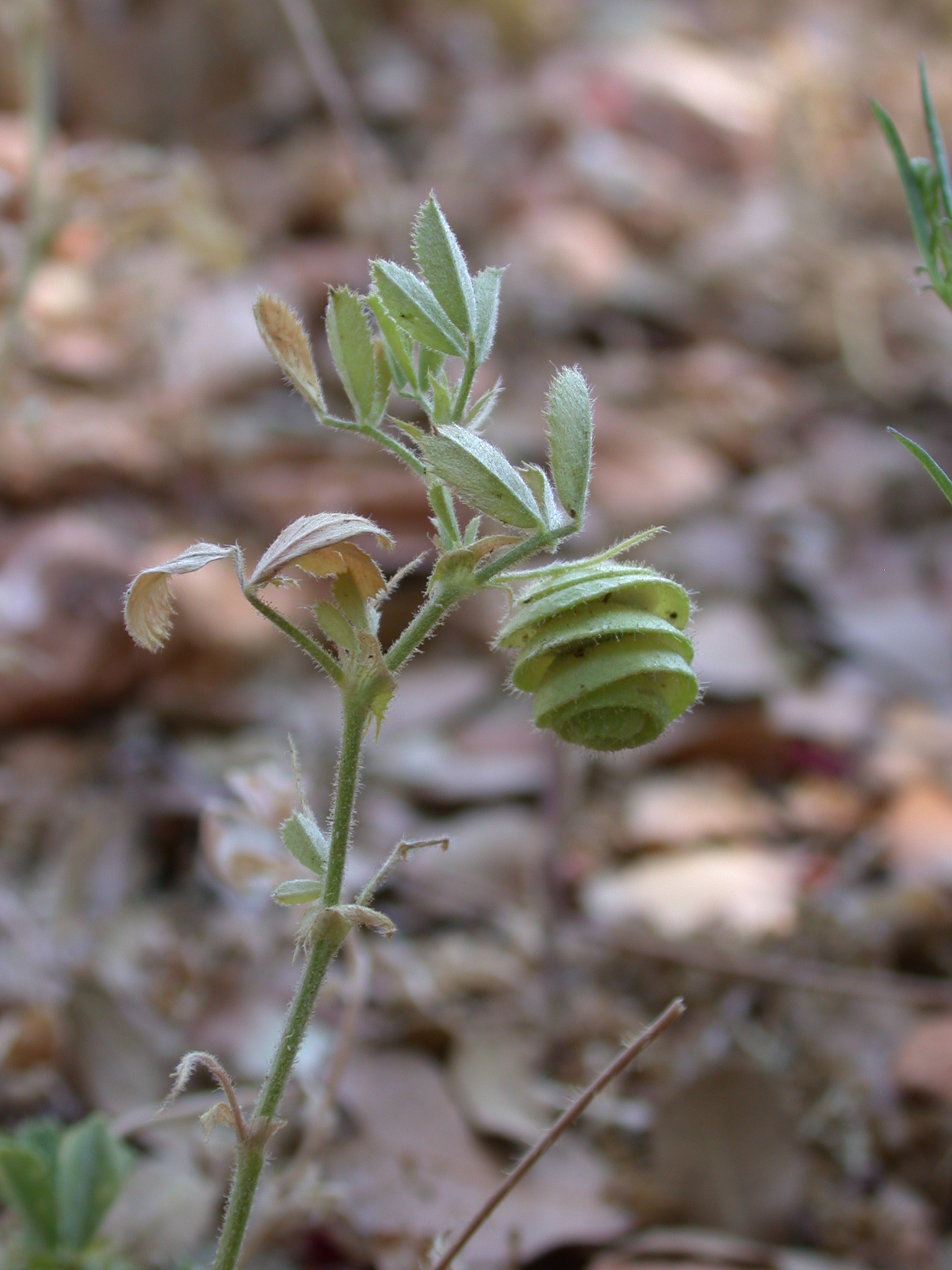
Sektion Spirocarpos Untersektion Rotatae: Schild-Schneckenklee (Medicago scutellata)

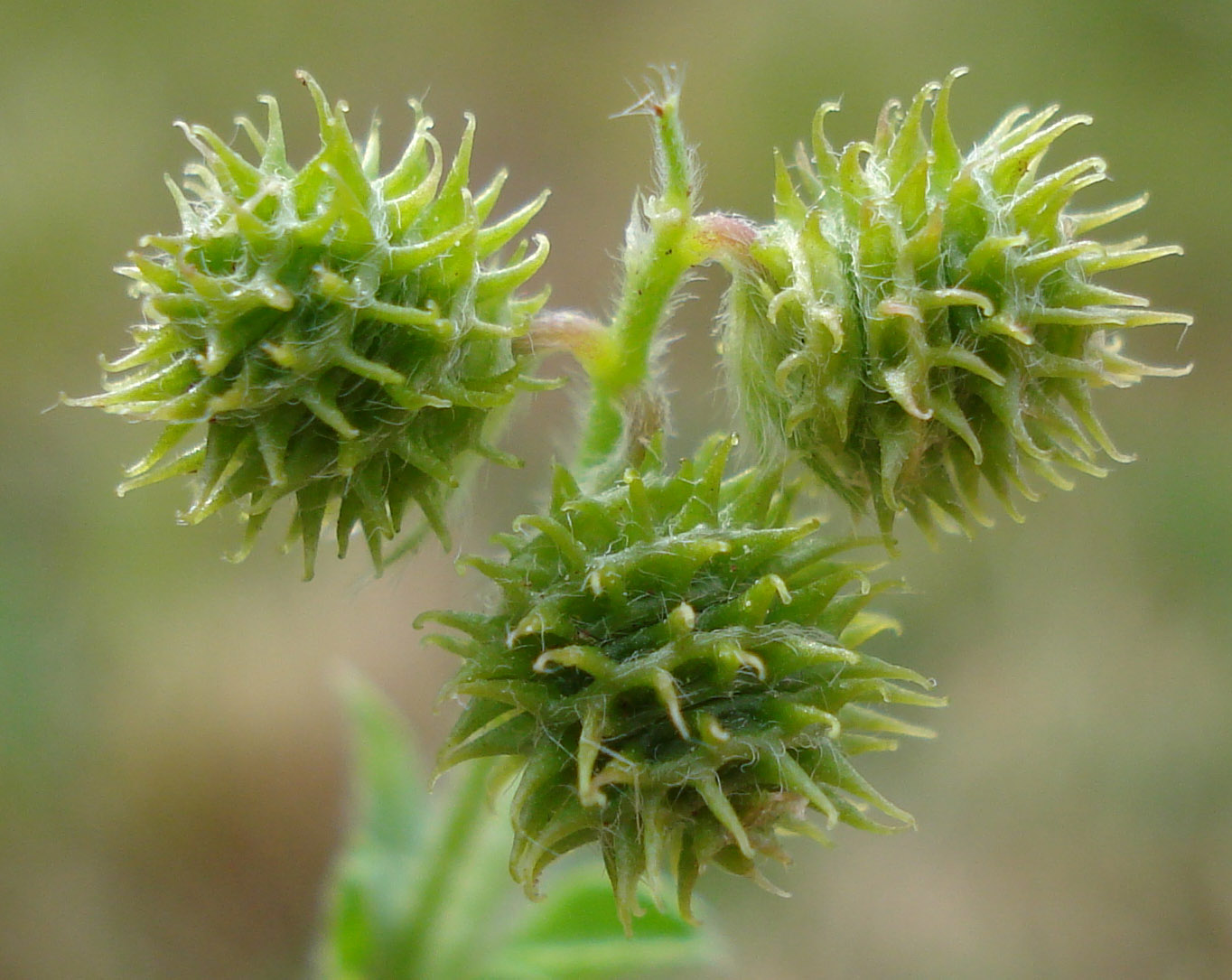
Sektion Spirocarpos Untersektion Spirocarpos: Hülsenfrüchte von Zwerg-Schneckenklee (Medicago minima), „Kletthülsen“

## Systematik
Die Erstveröffentlichung des Gattungsnamens Medicago erfolgte durch Carl von Linné. Typusart ist Medicago sativa L. Synonyme für Medicago L. sind: Crimaea Vassilcz., Kamiella Vassilcz., Lupulina Noulet, Medica Mill., Pseudomelissitus Ovcz. et al., Radiata Medik., Rhodusia Vassilcz., Turukhania Vassilcz.
Die Gattung Medicago gehört in die Tribus Trifolieae in der Unterfamilie Faboideae innerhalb der Familie der Fabaceae.
Die Gattung Schneckenklee (Medicago) wird in 14 Sektionen gegliedert, die teilweise in mehrere Untersektionen unterteilt sind, und enthält nach Small (2011) 87 Arten:
- Sektion Buceras (Ser.) E.Small: Sie enthält vier Untersektionen: Viele der hier eingeordneten Arten gehörten früher zur Gattung Trigonella.
  - Untersektion Deflexae (Širj.) E.Small: Sie enthält nur eine Art:
    - Medicago retrorsa (Boiss.) E.Small: Die Heimat ist Afghanistan.[4]

  - Untersektion Buceras: Sie enthält 16 Arten:[1]
    - Medicago arenicola (Hub.-Mor.) E.Small: Die Heimat ist Kleinasien.
    - Medicago astroites (Fisch. & C.A.Mey.) Trautv.: Sie kommt in Vorderasien vor.
    - Medicago carica (Hub.-Mor.) E.Small: Sie kommt in Kleinasien und auf Inseln der Ägäis vor.
    - Medicago crassipes (Boiss.) E.Small: Sie kommt in Vorderasien vor.
    - Fischers Schneckenklee (Medicago fischeriana (Ser.) Trautv.): Er kommt auf der Krim und in Kleinasien vor.
    - Medicago halophila (Boiss.) E.Small: Die Heimat ist Kleinasien.
    - Medicago heldreichii E.Small: Die Heimat ist Kleinasien.
    - Medicago medicaginoides (Retz.) E.Small: Sie kommt auf der Balkanhalbinsel, auf der Krim und in Kleinasien vor.
    - Einblütiger Schneckenklee (Medicago monantha (C.A.Mey.) Trautv.): Er kommt in Vorderasien vor.
    - Medicago monspeliaca (L.) Trautv. (Syn.: Trigonella monspeliaca L.): Sie kommt im Mittelmeerraum und in West- und Zentralasien vor.
    - Medicago orthoceras (Kar. & Kir.) Trautv.: Die Heimat ist Kleinasien.
    - Medicago pamphylica (Hub.-Mor. & Širj.) E.Small: Die Heimat ist Kleinasien.
    - Medicago persica (Boiss.) E.Small: Die Heimat ist der Iran.[4]
    - Medicago phrygia (Boiss. & Balansa) E.Small: Sie kommt in Vorderasien und auf Inseln in der Ägäis vor.
    - Vielhörniger Schneckenklee (Medicago polyceratia (L.) Trautv.): Er ist in Südwesteuropa und Nordwestafrika verbreitet.
    - Medicago rigida (Boiss. & Balansa) E.Small: Die Heimat ist Kleinasien.

  - Untersektion Isthmocarpae: Sie enthält zwei Arten:
    - Medicago isthmocarpa (Boiss. & Balansa) E.Small: Die Heimat ist Kleinasien.
    - Medicago rhytidocarpa (Boiss. & Balansa) E.Small: Die Heimat ist Kleinasien.
- Sektion Carstienses Kozukharov: mit der einzigen Art:
  - Karst-Schneckenklee (Medicago carstiensis Jacq.): Er kommt in Italien, im früheren Jugoslawien, in Albanien und Bulgarien vor.

- Sektion Dendrotelis (Vassilcz.) Lassen: Sie enthält drei Arten:
  - Strauch-Schneckenklee (Medicago arborea L.): Er ist im Mittelmeerraum verbreitet.
  - Medicago citrina (Font Quer) Greuter[5]: Sie kommt in Spanien und auf den Balearen vor.
  - Medicago strasseri Greuter, Matthäs & Risse: Dieser Endemit kommt nur auf Kreta vor.

- Sektion Geocarpa E.Small (Syn.: Factorovskya Eig): Sie enthält nur eine Art:
  - Medicago hypogaea E.Small: Sie kommt in Vorderasien, Ägypten und Libyen vor.

- Sektion Heynianae Greuter: Sie enthält nur eine Art:
  - Medicago heyniana Greuter: Sie kommt auf der südwesttürkischen Marmaris-Halbinsel und auf den griechischen Ägäis-Inseln Rhodos, Karpathos, Tilos und Amorgos vor.[1]

- Sektion Hymenocarpos Ser. in DC.: Sie enthält nur eine Art:
  - Mond-Schneckenklee (Medicago radiata L.): Er kommt in Vorderasien vor.

- Sektion Lanigerae Winkl. & B.Fedtsch.: Sie enthält nur eine Art:[1]
  - Medicago lanigera Winkl. & B.Fedtsch.: Die Heimat ist Zentralasien.

- Sektion Lunatae (Boiss.) E.Small: Sie enthält fünf Arten:
  - Medicago biflora (Griseb.) E.Small: Die Heimat ist Kleinasien.
  - Medicago brachycarpa Fisch. ex M.Bieb.: Sie kommt in Vorderasien vor.
  - Medicago edgeworthii Širj. (Syn.: Medicago pubescens (Edgew. ex Baker) Širj.)
  - Medicago huberi E.Small: Die Heimat ist Kleinasien.
  - Medicago rostrata (Boiss. & Balansa) E.Small: Die Heimat ist Kleinasien.
- Sektion Medicago: Sie enthält zwei Untersektionen:[1]
  - Untersektion Medicago: Sie enthält elf Arten:
    - Medicago cancellata M.Bieb.: Sie kommt in Russland vor.[4]
    - Medicago cretacea M.Bieb.: Sie kommt in der Ukraine und in Russland vor.[4]
    - Medicago daghestanica Rupr. ex Boiss.: Sie kommt nur in Transkaukasien vor.[4]
    - Strand-Schneckenklee (Medicago marina L.): Er kommt im Mittelmeerraum vor.
    - Medicago papillosa Boiss.: Die Heimat ist Kleinasien.
    - Medicago pironae Vis.: Sie kommt in Italien und im früheren Jugoslawien vor.
    - Niederliegender Schneckenklee oder Niederliegende Luzerne (Medicago prostrata Jacq.): Er kommt in Italien und auf der Balkanhalbinsel vor.
    - Medicago rhodopea Velen.: Sie kommt nur in Bulgarien vor.
    - Medicago rupestris M.Bieb.: Sie kommt nur auf der Krim vor.
    - Gewöhnliche Luzerne oder Echte Luzerne, Alfalfa (Medicago sativa L.) (Oft als Artkomplex betrachtet oder mit einigen Unterarten. Beispielsweise Sichel-Schneckenklee, Gelbe Luzerne (Medicago sativa subsp. falcata L.), Bastard-Schneckenklee, Bastard-Luzerne (Medicago sativa nothosubsp. varia (Martyn) Arcang.)[6])
    - Medicago saxatilis M.Bieb.: Sie kommt nur auf der Krim vor.

  - Untersektion Suffruticosae (Vassilcz.) E.Small: Sie enthält zwei Arten:
    - Pourrets Schneckenklee (Medicago hybrida (Pourr.) Trautv.): Er kommt nur Frankreich vor.
    - Medicago suffruticosa Ramond ex DC.: Sie kommt in Spanien, Frankreich und Marokko vor.
- Sektion Orbiculares Urb.: Sie enthält nur eine Art:
  - Scheiben-Schneckenklee oder Tellerförmiger Schneckenklee (Medicago orbicularis (L.) Bartal., Syn.: Medicago cuneata Woods, Medicago marginata Willd.): Er kommt im Mittelmeerraum vor.
- Sektion Ovales E.Small: Sie enthält nur eine Art:[1]
  - Medicago ovalis (Boiss.) Urb.: Sie kommt in Spanien, Algerien und Marokko vor.[4]
- Sektion Pectinatae Boiss.: Sie enthält nur eine Art:[1]
  - Medicago plicata (Boiss.) Širj.: Die Heimat ist Kleinasien.
- Sektion Platycarpae E.Small: Sie enthält acht Arten, darunter:
  - Medicago archiducis-nicolai Širj.: Sie gedeiht an alpinen Hängen, in Tälern und auf Grasland in Höhenlagen von selten 2500 bis meist zwischen 3000 und 4000 Meter in den chinesischen Provinzen Gansu, Ningxia, Qinghai, Shaanxi, Sichuan sowie im nordöstlichen Tibet.
  - Medicago platycarpos (L.) Trautv.: Sie kommt in Asien und im europäischen Russland vor.[4]
  - Medicago popovii (Korovin) Širj.: Die Heimat ist Usbekistan. Die Art wird auch von manchen Autoren als Trigonella popovii Korovin zu Trigonella gestellt.
  - Medicago ruthenica (L.) Trautv.: Sie kommt in Asien vor.[4]
- Sektion Spirocarpos Ser.: Sie enthält fünf Untersektionen:
  - Untersektion Intertextae (Urb.) Heyn: Sie enthält vier Arten:
    - Gefranster Schneckenklee (Medicago ciliaris (L.) All.): Er kommt im Mittelmeerraum vor.
    - Medicago granadensis Willd. (Syn.: Medicago galilaea Boiss.): Sie kommt in Vorderasien und Ägypten vor.
    - Igel-Schneckenklee (Medicago intertexta (L.) Mill., Syn.: Medicago echinus DC.): Er kommt im Mittelmeerraum vor.
    - Medicago muricoleptis Tineo (Syn.: Medicago decandollei Tineo ex Guss.): Sie kommt in Italien, auf Sizilien und in Griechenland vor.

  - Untersektion Lupularia (Ser. in DC.) E.Small: Sie enthält zwei Arten:[1]
    - Hopfenklee oder Hopfen-Schneckenklee (Medicago lupulina L.)
    - Medicago secundiflora Durieu: Sie kommt in Südwesteuropa und Nordwestafrika vor.

  - Untersektion Pachyspireae (Urb.) Heyn: Sie enthält 13 Arten:
    - Medicago constricta Durieu (Syn.: Medicago globosa C.Presl): Sie kommt in Vorderasien und östlichen Mittelmeerraum vor.
    - Medicago doliata Carmign. (Syn.: Medicago aculeata Willd., Medicago globulosa Desv., Medicago muricata Benth., Medicago oliviformis Guss., Medicago turbinata auct.): Sie kommt im Mittelmeerraum vor.
    - Medicago italica (Mill.) Fiori (Syn.: Medica italica Mill., Medicago corrugata Durieu, Medicago helix Willd., Medicago obscura Retz., Medicago striata T.Bastard, Medicago tornata (L.) Mill.): Sie kommt im Mittelmeerraum vor.
    - Medicago littoralis Rohde ex Loisel.: Sie kommt im Mittelmeerraum vor.
    - Stachel-Schneckenklee oder Kurzstacheliger Schneckenklee (Medicago murex Willd., Syn.: Medicago lesinsiii E.Small):[1] Er kommt im Mittelmeerraum vor.
    - Steifer Schneckenklee oder Samt-Schneckenklee (Medicago rigidula (L.) All., Syn.: Medicago agrestis Ten., Medicago cinerascens Jord., Medicago gerardii Waldst. & Kit. ex Willd., Medicago morisiana Jord., Medicago muricata (L.) All.): Er kommt im Mittelmeerraum vor.
    - Medicago rigiduloides E.Small: Die Heimat ist der Irak.
    - Medicago sinskiae Uljanova: Diese wenig bekannte Art kommt aus dem Kopet Dagh in Iran und Turkmenistan.[1]
    - Medicago soleirolii Duby: Sie kommt in Tunesien sowie Algerien und adventiv auch im nördlichen Mittelmeerraum vor.
    - Medicago sphaerocarpos Bertol. (Syn.: Medicago murex auct. non Willd.): Sie kommt im Mittelmeerraum vor.[1]
    - Medicago syriaca E.Small: Die Heimat ist Syrien.
    - Gestutzter Schneckenklee (Medicago truncatula Gaertn., Syn.: Medicago tribuloides Desr.): Er kommt im Mittelmeerraum vor.
    - Medicago turbinata (L.) All. (Syn.: Medicago tuberculata (Retz.) Willd.): Die Heimat ist Südeuropa, Nordafrika und Westasien.[4]

  - Untersektion Rotatae (Urb.) Heyn: Sie enthält sechs Arten:
    - Medicago bonarotiana Arcang.: Die Heimat ist das östliche Mittelmeerraum.[1] Medicago blancheana Boiss. ist die Hybride Medicago bonarotiana × Medicago rotata.[1]
    - Medicago noeana Boiss.: Die Heimat ist Kleinasien.
    - Medicago rotata Boiss.: Sie kommt in Vorderasien vor.
    - Rippen-Schneckenklee (Medicago rugosa Desr., Syn.: Medicago elegans Jacq. ex Willd.): Er kommt im Mittelmeerraum vor.
    - Schild-Schneckenklee (Medicago scutellata (L.) Mill.): Er kommt im Mittelmeerraum vor.
    - Medicago shepardii Post ex Boiss.: Die Heimat ist Kleinasien.

  - Untersektion Spirocarpos (Syn: Medicago subsect. Leptospireae (Urb.) Heyn): Sie enthält zehn Arten:
    - Arabischer Schneckenklee oder Gefleckter Schneckenklee (Medicago arabica (L.) Hudson, Syn.: Medicago cordata Desr., Medicago maculata Sibth.): Er kommt im Mittelmeerraum vor.
    - Medicago coronata (L.) Bartal.: Sie kommt im Mittelmeerraum vor.
    - Diskus-Schneckenklee (Medicago disciformis DC.): Er kommt Mittelmeerraum vor.
    - Gelappter Schneckenklee (Medicago laciniata (L.) Mill., Syn.: Medicago aschersoniana Urb.): Er kommt im östlichen Mittelmeerraum vor.
    - Medicago laxispira Heyn: Die Heimat ist der Irak.[4]
    - Zwerg-Schneckenklee (Medicago minima (L.) Bartal., Syn.: Medicago meyeri Gruner, Medicago sessilis Peyron ex Post): Er kommt in Mitteleuropa und im Mittelmeerraum vor.
    - Rauer Schneckenklee (Medicago polymorpha L., Syn.: Medicago apiculata Willd., Medicago denticulata Willd., Medicago hispida Gaertn., Medicago nigra (L.) Krock., Medicago reticulata Benth., Medicago sardoa Moris, Medicago lappacea Desr., Medicago terebellum Willd.): Er kommt im Mittelmeerraum vor.
    - Medicago praecox DC.: Sie kommt im Mittelmeerraum vor.
    - Medicago sauvagei Nègre: Sie kommt nur in Marokko vor.
    - Medicago tenoreana Ser.: Sie kommt im Mittelmeerraum vor.

## Weiterführende Literatur
- G. Bena: Molecular phylogeny supports the morphologically based taxonomic transfer of the “medicagoid” Trigonella species to the genus Medicago L. In: Plant Syst. Evol. Volume 229, 2001, S. 217–236. doi:10.1007/s006060170012
- I. J. Maureira-Butler, B. E. Pfeil, 2008: The reticulate history of Medicago (Fabaceae). In: Syst. Biol. Volume 57, S. 466–482. doi:10.1080/10635150802172168
- Jinyuan Chen, Guili Wu, Nawal Shrestha, Shuang Wu, Wei Guo, ou Yin, Ao Li, Jianquan Liu, Guangpeng Ren: Phylogeny and Species Delimitation of Chinese Medicago (Leguminosae) and Its Relatives Based on Molecular and Morphological. In: Frontiers in Plant Science, Januar 2021. doi:10.3389/fpls.2020.619799 Volltext online.

- Karte mit allen verlinkten Seiten:
- OSM |
- WikiMap